# We Love You (Semi Precious Weapons)
We Love You è il primo album in studio della band rock statunitense Semi Precious Weapons
Ha avuto abbastanza successo in America e presenta un ottimo sound che richiama molto il rock anni '70 dandogli comunque un tocco moderno e molto energico. I singoli estratti sono stati: Magnetic Baby, Her Hair Is On Fire, Rock N Roll Never Looked So Beautiful, Semi Precious Weapons; hanno tutti un video promozionale, anche se non tutti sono stati distribuiti alle televisioni. Al passaggio con l'Interscope Record è stato rigirato il video della canzone Semi Precious Weapons.

## Tracce
1. Taste
2. Magnetic Baby
3. Semi Precious Weapons
4. Bleed To Heal
5. Genius
6. Her Hair Is on Fire
7. That's Kunt
8. Jesus
9. Time Zones
10. Rock n Roll Never Looked So Beautiful